# 杜恩河

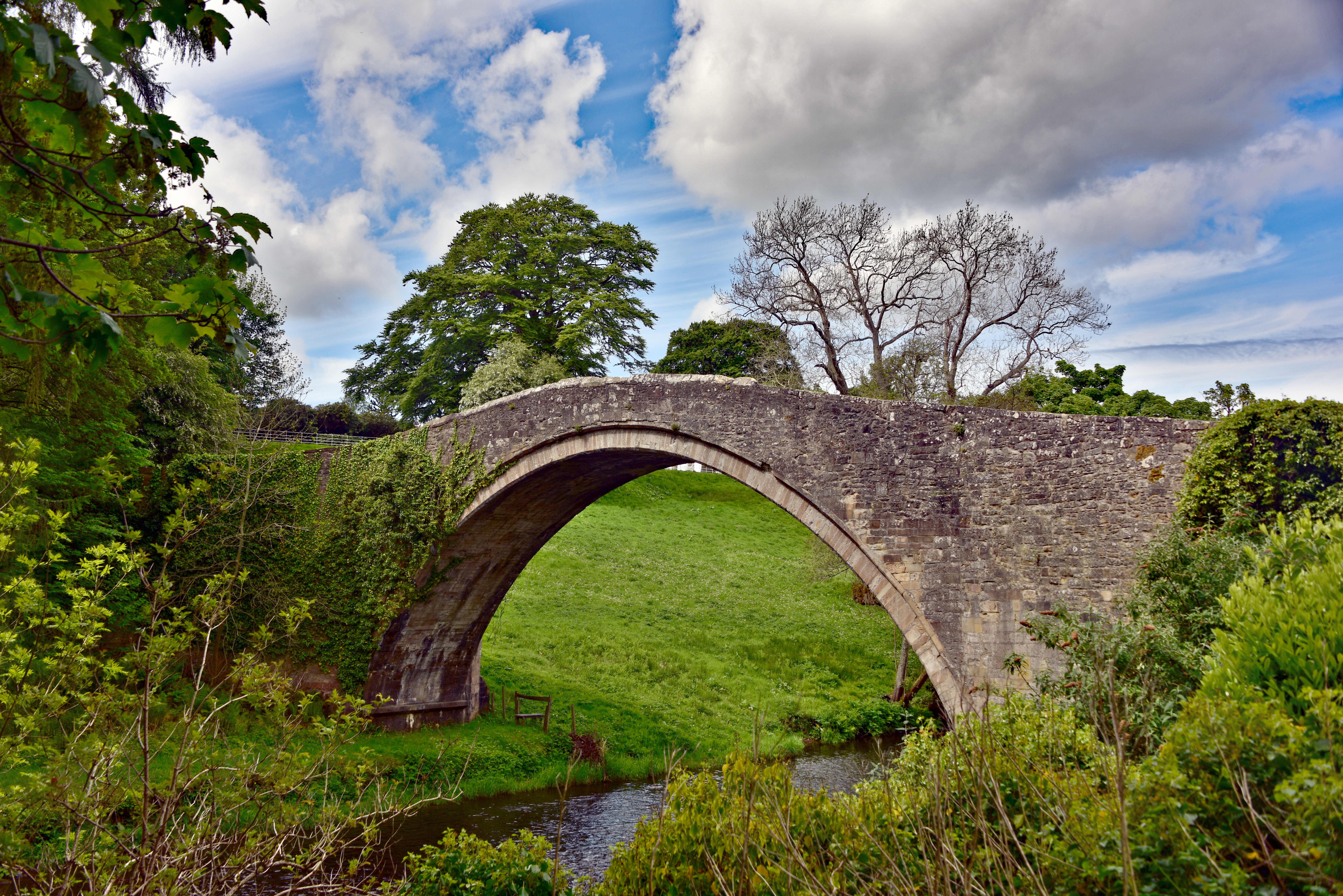
杜恩河上的石橋

杜恩河（英語：River Doon，發音：[avɪɲˈɣuːɲ]），蘇格蘭艾爾郡的一條河流，由杜恩湖開始從南向西北方向流動，流經達爾梅靈頓、帕特納、達林普爾、阿洛韋等城鎮，全長約40 mi（64 km），在艾尔附近流入克莱德湾。

## 外部連結
- 维基共享资源上的相關多媒體資源：杜恩河
- River Doon （页面存档备份，存于） at the Ayrshire Rivers Trust

55°26′22″N 4°39′00″W / 55.43944°N 4.65000°W